# Refleks słońca

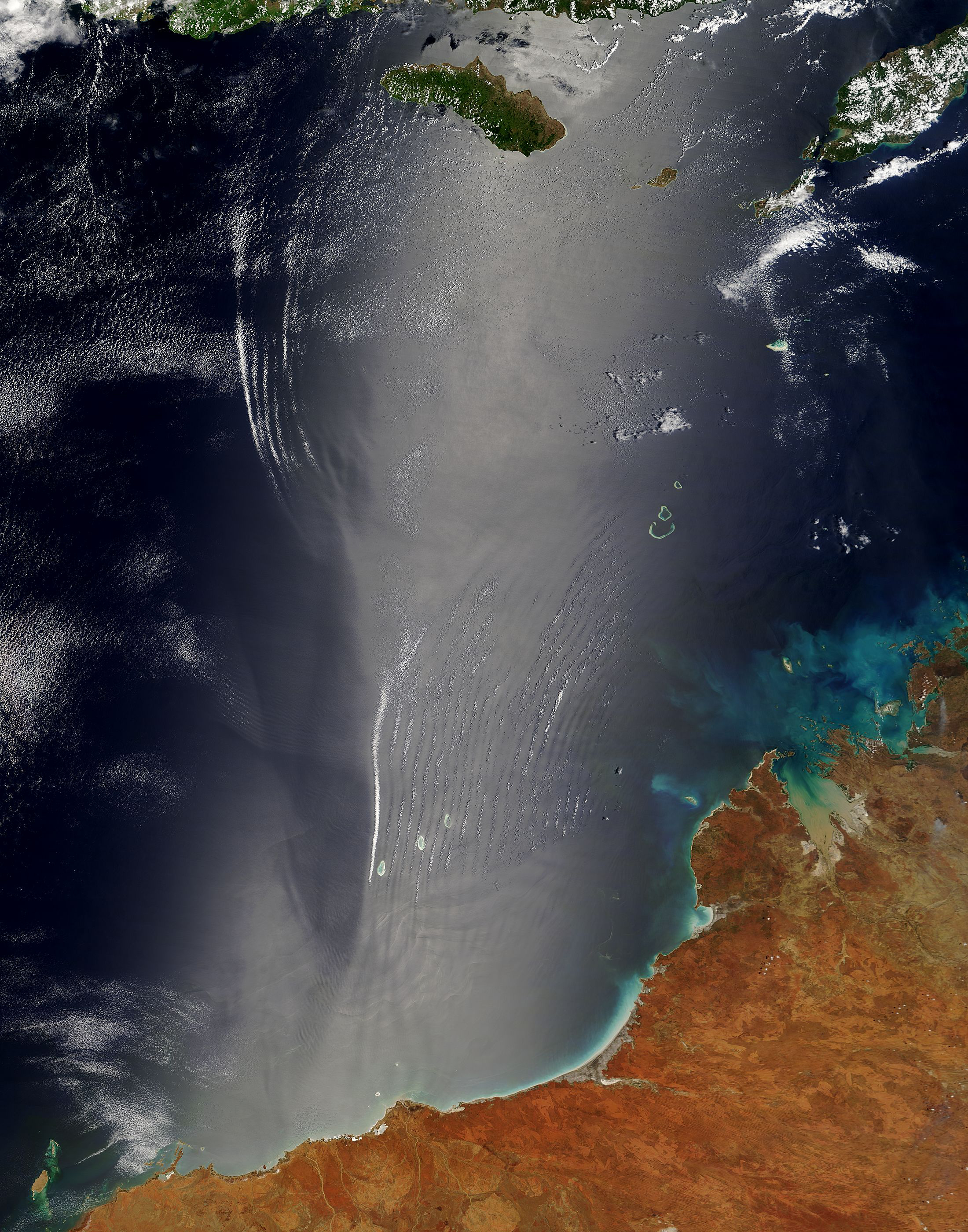
Refleks słońca w okolicach Australii

Refleks słońca (ścieżka słońca) na wodzie – zjawisko odbicia słońca od powierzchni wody, w szczególności od powierzchni morza lub oceanu, obserwowane z dużej wysokości nad wodą. Poza obszarami refleksu woda jest widziana na zdjęciach jako ciemny obszar.

## Fizyka zjawiska i zastosowania
W przypadku płaskiej powierzchni odbicie byłoby lustrzane, na oceanie byłoby widać obraz Słońca. Natomiast w przypadku pomarszczonej powierzchni wody, takim jaka jest powierzchnia oceanu zdjęcie satelitarne pokazuje rozmyte odbicie spowodowane falami na wodzie.
Rozmycie obszaru refleksu słońca jest powodowane głównie przez fale kapilarne na powierzchni wody, które przy swej niewielkiej długości (ok. 1 cm) mają duże nachylenia powierzchni, a których struktura nie jest widoczna z kosmosu.

## Problemy
Zjawisko refleksu słońca sprawia kłopot w interpretacji zdjęć satelitarnych szczególnie w świetle widzialnym, np. utrudnia ocenę koloru oceanu, a aparatura musi być tak skierowywana, żeby uniknąć bezpośredniego wpływu refleksu słońca.

## Zastosowania
Refleksy słońca mogą ukazywać też pewne zjawiska zachodzące w atmosferze. Przykładowo na zdjęciu zamieszczonym obok, refleksem Słońca jest jaśniejszy obszar wody, z wyjątkiem białych obszarów, które są odbiciami od chmur, szczególnie oglądanym w powiększeniu, w dolnej części na prawo od jasnej linii widać pionowe jaśniejsze i ciemniejsze pasy obrazujące falowanie powierzchni wody. Nie są to zwykłe fale na wodzie, lecz zniekształcenie powierzchni wody wywołane falami atmosferycznymi.